# Ньюсджекинг
Новостное пиратство, Ньюсдже́кинг (от англ. news – новость, hijacking – угон) – технология использования реальных событий для продвижения или рекламы продукта или бренда. Одна из разновидностей партизанского маркетинга. Целью ньюсджекинга является интеграция бренда в новости о значимых событиях.

## История и описание
Впервые термин Newsjacking был использован в 1970-х годах для описания кражи газет для их перепродажи сборщикам макулатуры.
Ньюсджекинг в современном понимании ввел в широкое употребление Дэвид Мирман Скотт в книге Newsjacking: How to inject your ideas into a breaking news story and generate tons of media coverage (2011 eMobi ePub). В своей книге автор описывает технологию ньюсджекинга, формулирует основные принципы применения технологии, рассматривает удачные и неудачные примеры её использования. Появление данного вида партизанского маркетинга Дэвид Мирман связывает с развитием новых медиа и, в частности, с популяризацией интернета, так как ньюсджекинг невозможен без мониторинга новостей в реальном времени, а также без возможности моментально отреагировать.
В книге Гранта Хантера и Джона Бёкхарта "Newsjacking: The Urgent Genius of Real-time Advertising" рассматриваются 100 примеров успешного ньюсджекинга. Авторы подчеркивают факт того, что ньюсджекинг стал с успехом использоваться крупными брендами.
В 2017 году слово Newsjacking было включено в шорт-лист Oxford Dictionaries’ Word of the Year 2017. В описании номинации написано о том, что за последние годы ньюсджекинг превратился из "экспериментальной технологии в один из основных инструментов в арсенале отделов маркетинга".
В русском маркетинге термин Newsjacking принято либо транслитерировать, либо переводить как "новостное пиратство".

## Примеры
- В 2010 году произошла авария на шахте Сан-Хосе, в результате которой 33 горняка оказались замурованными на глубине 700 метров. Спустя 69 дней шахтеров смогли вытащить на поверхность. Все они для защиты глаз от солнца надели очки, предоставленные компанией Oakley. Применив ньюсджекинг, компании удалось получить рекламу, эквивалентную по стоимости 41 миллиону долларов по цене 33 пар очков.[8]
- Бренд Oreo использовал новость об отключении света на стадионе во время Супербоула 2013 года, опубликовав в твиттере изображение с надписью "You can still dunk in the dark" (Вы можете макать печенье и в темноте).[9]
- Телеканал Москва 24 использовал новость об уничтоженной во время аукциона картине Banksy для рекламы браслетов тройка, воспроизведя ставшей популярной сцену со шредером.[10]

## Недостатки
Если для ньюсджекинга используются новости о природных катаклизмах, военных кризисах и смертях известных людей, то применение технологии идет во вред бренду.
- Компания по производству одежды American Apparel,  объявила 20% скидки в штатах, на которые обрушился ураган Сэнди, написав в e-mail рассылке: "Если вам скучно во время урагана..." (ориг. In case you are bored during the storm...). Компания подверглась массовой критике со стороны общественности, однако не принесла извинений.[12]
- 11 сентября 2013 года американская телекоммуникационная компания AT&T использовала 12-летнюю годовщину трагических событий в Нью-Йорке для продвижения своей продукции, опубликовав изображение телефона, снимающего башни всемирного торгового центра. Твит также вызвал возмущение пользователей. Впоследствии представители компании удалили публикацию и принесли извинения.[13]